# Florent Rouamba
Florent Rouamba (n. 31 decembrie 1986, Ouagadougou, Burkina Faso) este un fotbalist aflat sub contract cu Sheriff.